# Liulinzhou (häradshuvudort i Kina, Hunan Sheng, lat 29,46, long 113,01)
Liulinzhou (kinesiska: 君山, 柳林洲, 君山区) är en häradshuvudort i Kina. Den ligger i provinsen Hunan, i den södra delen av landet, omkring 140 kilometer norr om provinshuvudstaden Changsha. Antalet invånare är 240 468. Befolkningen består av 115 153 kvinnor och 125 315 män. Barn under 15 år utgör 14,0 %, vuxna 15-64 år 75 %, och äldre över 65 år 9,0 %.
Runt Liulinzhou är det mycket tätbefolkat, med 1 095 invånare per kvadratkilometer. Närmaste större samhälle är Yueyang, 12,2 km sydost om Liulinzhou. Trakten runt Liulinzhou består till största delen av jordbruksmark.
Genomsnittlig årsnederbörd är 1 793 millimeter. Den regnigaste månaden är maj, med i genomsnitt 260 mm nederbörd, och den torraste är januari, med 49 mm nederbörd.